# 木村今朝三
木村 今朝三（きむら けさぞう）は、大相撲の行司の名跡の一つ。過去に2人が名乗ったが、1970年以降襲名されていない。

## 歴代
- 初代（襲名期間：1909年1月 - 1921年5月、再襲名：1924年5月 - 1958年3月）
  - 元三役格行司。再襲名は「袈裟三」より改名。のち10代錦嶋襲名。
- 2代（襲名期間：1967年7月 - 1970年7月）
  - 幕内格行司の木村筆之助が一時名乗っていた。